# Loxomitra ryukyuensis
Loxomitra ryukyuensis är en bägardjursart som beskrevs av Iseto 2006. Loxomitra ryukyuensis ingår i släktet Loxomitra och familjen Loxosomatidae. Inga underarter finns listade i Catalogue of Life.